# Ватили
Ватилѝ (на гръцки: Βατυλή; на турски: Vadili) е село в Кипър, окръг Фамагуста. Според статистическата служба на Северен Кипър през 2011 г. селото има 2129 жители.
Де факто е под контрола на непризнатата Севернокипърска турска република.